# Odomez
Odomez là một xã ở trong tỉnh Nord ở miền bắc nước Pháp. Xã này có diện tích 4,87 km², dân số năm 1999 là 915 người. Xã nằm ở khu vực có độ cao trung bình 20 mét trên mực nước biển.